# Liste des registres des entreprises par pays
- Belgique : Banque-Carrefour des Entreprises
- France : Système national d'identification et du répertoire des entreprises et de leurs établissements
- Suisse : Registre du commerce (Suisse)